# هايليكورت
هايليكورت (بالفرنسية: Haillicourt)‏ هي بلدية تقع في إقليم باد كاليه من منطقة نور با دو كاليه في شمال فرنسا. تبلغ مساحة هذه المدينة 4.46 (كم²)، وترتفع عن سطح البحر 70 م، يبلغ عدد سكانها 5007 نسمة حسب إحصاء المعهد الوطني للإحصاء والدراسات الاقتصادية سنة 2009 م. وترأس Gérard Foucault البلدية خلال فترة (2008-2014).